# Confine tra Arabia Saudita e Yemen
Il confine tra l'Arabia Saudita e lo Yemen ha una lunghezza di 1800 km e parte dalla costa del Mar Rosso a ovest fino al triplice confine con l'Oman a est.

## Descrizione
Il confine inizia a ovest sulla costa del Mar Rosso appena a nord di Midi. Una linea irregolare procede quindi verso nord-est e poi verso est fino alle vicinanze di Al Bugal, prima attraverso una pianura costiera e poi attraverso i monti Sarawat. Una serie di linee rette procede quindi verso est attraverso il deserto di Rub' al-Khali, immergendosi a sud in modo da includere Al Wadiah all'interno dell'Arabia Saudita, prima di ulteriori segmenti rettilinei che proseguono verso nord-est e poi verso est fino al triplice confine dell'Oman.

## Storia
Storicamente non c'era un confine chiaramente definito in questa parte della penisola arabica. All'inizio del XX secolo l'Impero ottomano controllava la costa occidentale fino allo Yemen settentrionale, la Gran Bretagna controllava Aden (Yemen meridionale), con l'area interna costituita da raggruppamenti arabi vagamente organizzati, che occasionalmente formavano emirati, il più importante dei quali era l'Emirato di Nejd e Hasa governati dalla famiglia al-Saud. La Gran Bretagna e l'Impero Ottomano divisero in linea teorica le loro sfere di influenza in Arabia tramite le cosiddette linee 'blu e 'viola' nel 1913-14, tuttavia questi accordi furono nullificati in seguito al crollo dell'Impero Ottomano dopo la Prima Guerra Mondiale.
Durante la Prima Guerra Mondiale, una rivolta araba, sostenuta dalla Gran Bretagna riuscì a rimuovere gli ottomani dalla penisola arabica; nel periodo successivo a questo Ibn Saud riuscì a espandere notevolmente il suo regno, proclamando infine il Regno dell'Arabia Saudita nel 1932. Nel sud-ovest l'Emirato di Asir Idrisid approfittando del ritiro ottomano dichiarò l'indipendenza nel 1917, per poi essere annesso dai sauditi nel 1926-1930. Ebbe più successo il Regno Mutawakkilita dello Yemen (in seguito noto come Repubblica araba dello Yemen o Yemen settentrionale) più a sud, che dichiarò l'indipendenza nel 1918. Lo Yemen del Nord e l'Arabia Saudita non avevano aree e confini definiti (in particolare Asir, Jizan e Najran, rivendicati dallo Yemen del Nord come parte del "Grande Yemen"); queste tensioni culminarono in una guerra di confine nel 1934, in cui l'Arabia Saudita ottenne il controllo sulla gran parte dei territori contesi. Con il Trattato di Taif, firmato il 12 maggio 1934, venne tracciato un confine parziale che si estendeva nell'entroterra fino alle vicinanze di Najran, delimitato sul terreno nei due anni successivi. Questo trattato era rinnovabile ogni 20 anni.
Il 25 novembre 1935 i funzionari britannici si incontrarono con Ibn Saud nel tentativo di finalizzare una frontiera tra il nuovo regno e i protettorati arabi britannici, inclusa la colonia di Aden. La conferenza tuttavia si rivelò infruttuosa e la questione rimase irrisolta. In seguito Aden ottenne l'indipendenza (come Yemen del Sud, poi Repubblica Democratica Popolare dello Yemen) nel 1967, con la questione del confine ancora irrisolta. Nel 1969 l'Arabia Saudita e lo Yemen del Sud combatterono la breve guerra di al-Wadiah per il controllo della remota città di confine di al-Wadiah, che si concluse col mantenimento della sovranità saudita sulla città.
Sembra che il Trattato di Taif sia stato rinnovato come previsto nel 1974, anche se i dettagli del rinnovo rimasero incerti in gran parte perché lo Yemen non voleva apparire rinunciatario della sua tradizionale rivendicazione su Asir, Jizan e Najran. Dopo l'unificazione dello Yemen nel 1990, l'imminente necessità di rinnovare il Trattato di Taif, e anche la scoperta del petrolio nella regione di confine, spinsero la ripresa dei negoziati sui confini nel 1992. I negoziati si bloccarono a causa della guerra civile nello Yemen nel 1994, ma furono rinnovati l'anno successivo, portando alla firma di un memorandum d'intesa il 26 febbraio 1995. Ciò ha riaffermato i termini del Trattato di Taif e ha consentito ulteriori discussioni sul resto del confine. Nel 2000 venne firmato il Trattato di Jeddah, che ha finalizzato l'intero confine nella sua posizione attuale.
Dal 2003 l'Arabia Saudita ha iniziato a costruire una barriera lungo il confine, per via delle crescenti preoccupazioni relative al terrorismo. Ci sono stati numerosi scontri lungo il confine in seguito alla presa di potere degli Houthi in Yemen, che hanno spinto l'Arabia Saudita a intervenire militarmente in Yemen nel 2015.

## Insediamenti vicino al confine

### Arabia Saudita
- Muwassam
- Al Hathirah
- At Tuwal
- Hujayrah
- Wa'lan
- Al Quful
- Ajam
- Khushaym
- Al Aridah
- As Sayyabah
- Ad Da'ir
- Marwah
- Qaryat al Yahya
- Al Mijazah
- Al Mufajah
- Najrān
- Al Wuday'ah

### Yemen
- Midi
- Hard Wadi Sulayman
- Al Wuqaysh
- Al Minzalah
- Al Malahit
- Al Hassamah
- Ad Daya'ah